# Atletica leggera ai Giochi della XXVIII Olimpiade - Getto del peso femminile

Video della Finale (prima parte)

Video della Finale (seconda parte)

Il getto del peso ha fatto parte del programma di atletica leggera femminile ai Giochi della XXVIII Olimpiade. La competizione si è svolta il 18 agosto 2004 nell'antico stadio di Olimpia.

## Presenze ed assenze delle campionesse in carica
| Competizione         | Atleta               | Prestazione | Atene 2004 |
| -------------------- | -------------------- | ----------- | ---------- |
| Olimpiadi 2000       | Janina Pravalinskaja | 20,56 m     | Assente    |
| Commonwealth 2002    | Vivian Chukwuemeka   | 17,53 m     | Non qual.  |
| Europei 2002         | Irina Koržanenko     | 20,64 m     | Presente   |
| Coppa del mondo 2002 | Irina Koržanenko     | 20,20 m     | Presente   |
| Asiatici 2002        | Li Meiju             | 18,62 m     | Presente   |
| Panamericani 2003    | Yumileidi Cumbá      | 19,31 m     | Presente   |
| Africani 2003        | Vivian Chukwuemeka   | 18,12 m     | Non qual.  |
| Mondiali 2003        | Svetlana Krivelëva   | 20,63 m     | Presente   |
|                      |                      |             |            |
| Mondiali junior 2000 | Kathleen Kluge       | 17,37 m     | Non selez. |

## La gara
Qualificazioni: l'onore di essere la prima atleta donna ad scendere in gara nell'Antico Stadio di Olimpia va a Kristin Heaston, che è la prima iscritta a lanciare.
Ottengono la misura 9 atlete (miglior lancio: 19,69 di Nadezhda Ostapchuk). Ad esse vengono aggiunte altre 3 atlete.
Finale: Irina Koržanenko prende subito il comando della gara con 20,40. Si migliora costantemente, prima a 20,70 poi a 21,06, miglior lancio al mondo degli ultimi quattro anni. Il suo margine sulla seconda classificata è di 1,47 metri, il più ampio nella storia olimpica.
Al test antidoping la russa però è trovata positiva; viene privata del titolo e successivamente viene squalificata per due anni.

La gara delle altre era stata aperta dalla tedesca Nadine Kleinert con 19,55 alla seconda prova, che distanziava di poco l'olimpionica del 1992 Svetlana Krivelëva (19,49). Le due non si miglioravano e all'ultimo turno venivano superate dalla cubana Yumileidi Cumbá, che scagliava la palla di ferro a 19,59.
Il distacco tra le prime due "vere" classificate, solo 4 centimetri, è il più piccolo dal 1964.
Nel marzo 2013 la russa Svetlana Krivelëva, è stata privata della medaglia di bronzo dopo essere risultata positiva ad un test anti-doping retroattivo.
La medaglia viene di conseguenza riassegnata alla bielorussa Nadzeja Astapčuk.

## Qualificazioni
Antico Stadio di Olimpia, mercoledì 18 agosto, ore 08:30.

Accedono alla finale gli atleti che ottengono la misura di 18,40 metri o le prime 12 migliori misure.

## Finale
Antico Stadio di Olimpia, mercoledì 18 agosto, ore 16:00.

I migliori 8 classificati dopo i primi tre lanci accedono ai tre lanci di finale.
| Pos     | Atleta                | Paese             | 1ª prova | 2ª prova | 3ª prova | 4ª prova | 5ª prova | 6ª prova | Misura  | Note                                     |
| ------- | --------------------- | ----------------- | -------- | -------- | -------- | -------- | -------- | -------- | ------- | ---------------------------------------- |
| Oro     | Yumileidi Cumbá       | Cuba              | x        | 18,39 m  | 18,74 m  | x        | x        | 19,59 m  | 19,59 m |                                          |
| Argento | Nadine Kleinert       | Germania          | 18,77 m  | 19,55 m  | 19,17 m  | 18,55 m  | x        | x        | 19,55 m | Miglior prestazione personale stagionale |
| Bronzo  | Nadzeja Astapčuk      | Bielorussia       | 18,25 m  | x        | 19,01 m  | x        | x        | x        | 19,01 m |                                          |
| 4       | Natallja Michnevič    | Bielorussia       | 18,82 m  | 18,09 m  | 18,87 m  | 17,80 m  | 18,59 m  | 18,96 m  | 18,96 m |                                          |
| 5       | Krystyna Zabawska     | Polonia           | x        | 17,97 m  | 18,64 m  | x        | 18,60 m  | x        | 18,64 m |                                          |
| 6       | Misleydis González    | Cuba              | 17,33 m  | 18,25 m  | 18,59 m  | 18,52 m  | x        | x        | 18,59 m |                                          |
| 7       | Valerie Adams-Vili    | Nuova Zelanda     | 18,56 m  | x        | 17,93 m  |          |          |          | 18,56 m |                                          |
| 8       | Meiju Li              | Cina              | 17,82 m  | 17,61 m  | 18,37 m  |          |          |          | 18,37 m |                                          |
| 9       | Cleopatra Borel-Brown | Trinidad e Tobago | 17,37 m  | 18,28 m  | 18,35 m  |          |          |          | 18,35 m |                                          |
| 10      | Lieja Tunks           | Paesi Bassi       | x        | 18,13 m  | 18,14 m  |          |          |          | 18,14 m |                                          |
| dq      | Irina Koržanenko      | Russia            | 20,41 m  | 20,70 m  | 21,06 m  | 20,04 m  | x        | x        | 21,06 m |                                          |
| dq      | Svetlana Krivelëva    | Russia            | 18,55 m  | 19,49 m  | 19,29 m  | 19,15 m  | 19,20 m  | 18,44 m  | 19,49 m |                                          |

Legenda:
- X = Lancio nullo;
- RO = Record olimpico;
- RN = Record nazionale;
- RP = Record personale.